# Heliographa stigmatica
Heliographa stigmatica är en tvåvingeart som beskrevs av Guilherme A.M.Lopes och Márcia Souto Couri 1987. Heliographa stigmatica ingår i släktet Heliographa och familjen husflugor. Inga underarter finns listade i Catalogue of Life.